# Ingolf Schanche

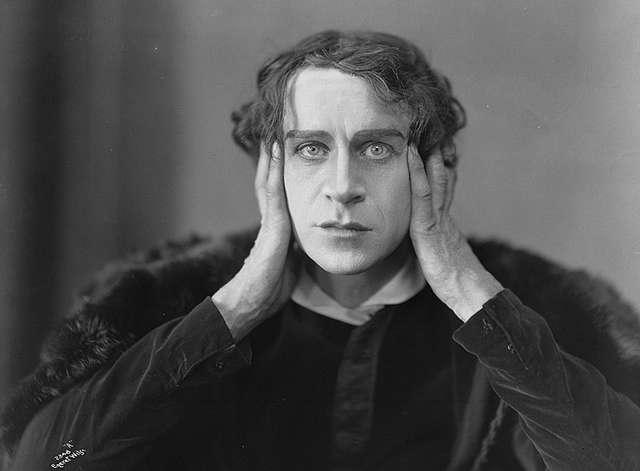
Ingolf Schanche als Hamlet, 1920

Ingolf Findregaard Schanche (13. Juni 1877 in Bergen – 15. April 1954 in Oslo) war ein norwegischer Schauspieler und Theaterintendant. Den größten Teil seiner Theaterarbeit verbrachte er am Nationaltheatret in Oslo, doch war er auch der erste Künstlerische Leiter des Det Nye Teater.

## Leben und Werk
Ingolf Schanche war der Sohn des Kapitäns Christian Fredrik Grøner Schanche (1847–1918) und von Ida P. M. Larsen (1848–1896). Er war ein entfernter Verwandter des Postmeisters Jens Schanche und von Herman Garmann Schanche.
Sein Bühnendebüt absolvierte er im Jahr 1897 in seiner Heimatstadt Bergen, im Theater Den Nationale Scene, in Peter Egges Theaterstück Stridsmænd. Er blieb zwei Spielzeiten an diesem Theater und schloss sich dann Ludovica Levy und Dore Lavik und deren Sekondteatret in Oslo an. Ein Jahr später wechselte er zum Centralteatret und danach ans Fahlstrøms Teater. Im Jahr 1905 wurde er ans Nationaltheatret verpflichtet und spielte an diesem Haus bis 1928. Danach wirkte er als Schauspieler und Intendant am Det Nye Teater, welches im Jahr 1929 eröffnet wurde. Von 1931 bis 1942 war er erneut am Nationaltheatret engagiert.
Während der 1920er Jahre gastierte er mehrfach an Bühnen in anderen skandinavischen Ländern, in Helsinki, Stockholm and Kopenhagen. Er verkörperte sowohl den Grafen Danilo Danilowitsch in Lehárs Lustiger Witwe als auch tragische Rollen wie Nikolas Arnesson, Bischof von Oslo, in Ibsens Kronprätendenten oder Gregers Werle in Ibsens Wildente. Weiters spielte er die Titelrolle in Bjørnsons Paul Lange og Tora Parsberg und den Fedja Protasow in Tolstois Lebendem Leichnam. Höhepunkt seiner Schauspiellaufbahn war die Titelrolle in Shakespeares Hamlet, die er erstmals im Jahr 1920 übernahm.
Im Juli 1905 heiratete er die Schauspielerin Ragnhild Fredriksen (1882–1963).

## Auszeichnungen
Schanche war Ehrenmitglied der Schwedischen Gewerkschaft für Theater, Kunst und Medien. Er wurde mit dem Schwedischen Königlichen Wasaorden ausgezeichnet und wurde im Jahr 1937 zum Ritter I. Klasse des Norwegischen Sankt-Olav-Ordens ernannt.